# Медынская улица
Меды́нская улица — улица на юге Москвы в районе Бирюлёво Западное от Булатниковского проезда до Булатниковской улицы. Нумерация домов начинается от Булатниковского проезда, все дома имеют почтовый индекс 117546.

## История
В посёлке Бирюлёво существовали улицы Советская, Чернышевского, Льва Толстого, Чапаева, Шевченко, Станиславского. После включения его в состав Москвы, в 1966 году, для устранения одноимённости они были переименованы в Медынские улицы (с 1-й по 6-ю) по городу Медынь Калужской области. В 1973 году эти улицы были упразднены в связи с застройкой, а название перенесено на новую улицу (до этого Проектируемый проезд № 4009).

## Здания и сооружения
На Медынской улице расположены:
- д. 1, к. 1 — объединённая диспетчерская служба (ОДС) № 28
- д. 1, к. 2 — ГБУ «Жилищник района Бирюлёво Западное» (ДЕЗ)
- д. 2, к. 2 — объединённая диспетчерская служба (ОДС) № 27
- д. 2А — дошкольное отделение «Радуга» школы № 2001 (бывший детский сад № 486)
- д. 3А — дошкольное отделение «Сказка» школы № 2001 (бывший детский сад № 901)
- д.6А Культурный центр  "Дружба"
- д. 6Б — универсам «Авоська»[5]
- д. 7 — универсам «Перекрёсток» (круглосуточный)[6]
- д. 7, к. 1 — городская поликлиника № 52
- д. 7А — школа № 2001, основное и среднее образование (бывшая школа № 928)
- д. 9А — школа № 2001, начальное образование (бывшая школа № 933)
- д. 11 — библиотека семейного чтения № 233
- д. 12А — дошкольное отделение «Звёздочки» школы № 1242 (бывший детский сад № 478)
- д. 14, к. 1 — объединённая диспетчерская служба (ОДС) № 30
- д. 14Б — мировые судьи (Чертановский суд), Бирюлёво Западное, с/у 237—239; муниципалитет района Бирюлёво Западное; управа района Бирюлёво Западное

## Транспорт
По Медынской улице проходят автобусы:
- 921: станция метро «Царицыно» — Бирюлёво Западное
- 933: станция Бирюлёво-Товарная — Бирюлёво Западное
- м96: Красный Маяк — Бирюлёво Западное
- м97: Битцевская аллея (Днепропетровская улица) — Бирюлёво Западное
- с908: станция Чертаново — Измайлово

Кроме того, улица берёт начало вблизи станции Бирюлёво-Товарная.